# Pográny
Pográny (szlovákul Pohranice) község Szlovákiában, a Nyitrai kerületben, a Nyitrai járásban.

## Fekvése
A zoboralji település Nyitrától 6 km-re, keletre fekszik.

## Története
Területén már az újkőkorszaki megtelepedés nyomait is megtalálták. A régészek a vonaldíszes kerámia kultúrája népének települését, valamint kora és késő bronzkori településnyomokat tártak fel.
A települést, templomát és szőlőit 1075-ben „Pagran” alakban említik először. 1209-ben predium Pagran formában írja össze III. Ince pápa a garamszentbenedeki apátság birtokai között. 1218-ban „Pagran”, 1479-ben „Kyspogran”, illetve „Nagpogran” néven szerepel az írott forrásokban. Neve a szláv pohranice (= váralja) helynévből ered.[forrás?] Más értelmezés szerint a határnál vagy máglyánál (pri hranici) értelmű elnevezés. A garamszentbenedeki bencés apátság birtoka volt, majd 1113-ban már a zoborhegyi apátság tulajdona. 1218-tól részben az esztergomi érsekségé volt. 1272-ben birtokfelosztás történt a településen. 1339-ben kispogrányi Sánta Petheu végrendelkezett birtokairól. 1378-ban a nyitrai püspök és a garamszentbenedeki apátság pereskedik érte.
A 14. századra két településre, Kis- és Nagypogrányra oszlott.
1533-ban birtokosai az esztergomi érsek, a nyitrai püspök és káptalan, a garamszentbenedeki apátság, a Forgách család és több más nemesi család voltak. 1569-ben 9 jobbágytelke adózott összesen 18 dénárt Karácsony ünnepnapján. 1570-ben a nyitrai püspökség és az esztergomi érsekség pereskedett a nyitrai káptalan pogrányi földjein és pincéjében történt hatalmaskodás miatt. Az esztergomi érsekség birtokán 1597-ben végeztek kárfelmérést. 1576-ban és 1644. március 23-án környékével együtt felégette a török. Több helybeli lakost a törökök elhurcoltak, ezért a pogrányiakat a mai napig „janyicsároknak” hívják. 1715-ben szőlőskerttel és 27 háztartással rendelkezett. 1787-ben 120 házában 920 lakos élt. Lakói mezőgazdasággal és kosárfonással foglalkoztak. 1871-ben a községben téglagyár és négy malom működött. Hitelszövetkezetét 1897-ben alapították. 1900-ban a Felvidéki Magyar Közművelődési Egyesület népkönyvtárat adományozott a községnek.
Legrégebbi ismert pecsétjén minden bizonnyal Szent Adalbertet ábrázolták. Az irat, melyen a lenyomat szerepel 1616-ból való.
Vályi András szerint: „POGRÁNY. Pogranicze. Elegyes falu Nyitra Vármegyében, földes Ura az Esztergomi Érsekség, lakosai katolikusok, fekszik Nyitrához egy mérttföldnyire; határja termő, réttyei jók, szőlőhegye termékeny, gyümöltsös kertyeikből pénzt kereshetnek, piatzozása, malma Nyitrán, fája nints elég, második osztálybéli.”
Fényes Elek szerint: „Pográny, magyar falu, Nyitra vmegyében, Nyitrához észak-keletre 10 1/4 mérföldnyire: 786 kath., 7 zsidó lak. Kath. paroch. templommal. Van szép erdeje; szőlőhegye; jó rétjei, vizimalma. F. u. a primás, az esztergomi és nyitrai káptalanok.”
Nyitra vármegye monográfiája szerint: „Pográny, a Nyitra és a Zsitva közti hegyek közt fekvő magyar község, 939 r. kath. vallásu lakossal. Postája van, táviró- és vasúti állomása Nyitra. Kath. temploma a legrégiebbek közé tartozik és a hagyomány szerint Geyza király idejéből 1075-ből való. A plebánián érdekes régi okleveleket és értékes templomi edényeket őriznek. A községben kitünő mészkőbánya van és kén- és vastartalmu forrás, mely télen soha be nem fagy. A lakosok hitelszövetkezetet tartanak fenn. E község már a honfoglalás korában fennállott. 1075-ben a garam-szent-benedeki konvent birtoka volt.”
Trianonig Nyitra vármegye Nyitrai járásához tartozott. 1954-ben kritikával illették a falu szervezeteit.

## Népessége
| Év:            | 1994. | 2004.   | 2014.   | 2024.   |
| -------------- | ----- | ------- | ------- | ------- |
| Emberek száma: | 1083  | 1069    | 1077    | 1103    |
| Eltérés:       |       | -1,29 % | +0,74 % | +2,41 % |

| Év:            | 2023. | 2024.   |
| -------------- | ----- | ------- |
| Emberek száma: | 1094  | 1103    |
| Eltérés:       |       | +0,82 % |

1880-ban 833 lakosából 686 magyar, 95 szlovák, 26 német anyanyelvű és 26 csecsemő; ebből 809 római katolikus, 21 zsidó és 3 evangélikus vallású volt.
1890-ben 939 lakosából 834 magyar és 97 szlovák anyanyelvű volt.
1900-ban 917 lakosából 847 magyar és 68 szlovák anyanyelvű volt.
1910-ben 1179-en lakták, ebből 1005 magyar és 118 szlovák anyanyelvű.
1921-ben 1143 lakosából 960 magyar és 147 csehszlovák.
1930-ban 1101 lakosából 35 magyar és 1103 csehszlovák volt.[forrás?]
1970-ben 1218 lakosából 891 magyar és 310 szlovák volt.
1980-ban 1693 lakosából 1067 magyar és 621 szlovák volt. 
1991-ben 1130 lakosából 767 magyar és 355 szlovák.
2001-ben 1065 lakosából 632 magyar és 428 szlovák volt.
2011-ben 1074 lakosából 561 szlovák és 504 magyar.
2021-ben 1112 lakosából 409 (+40) magyar, 659 (+25) szlovák, 1 (+3) ruszin, 7 (+1) egyéb és 36 ismeretlen nemzetiségű volt.

## Nevezetességei

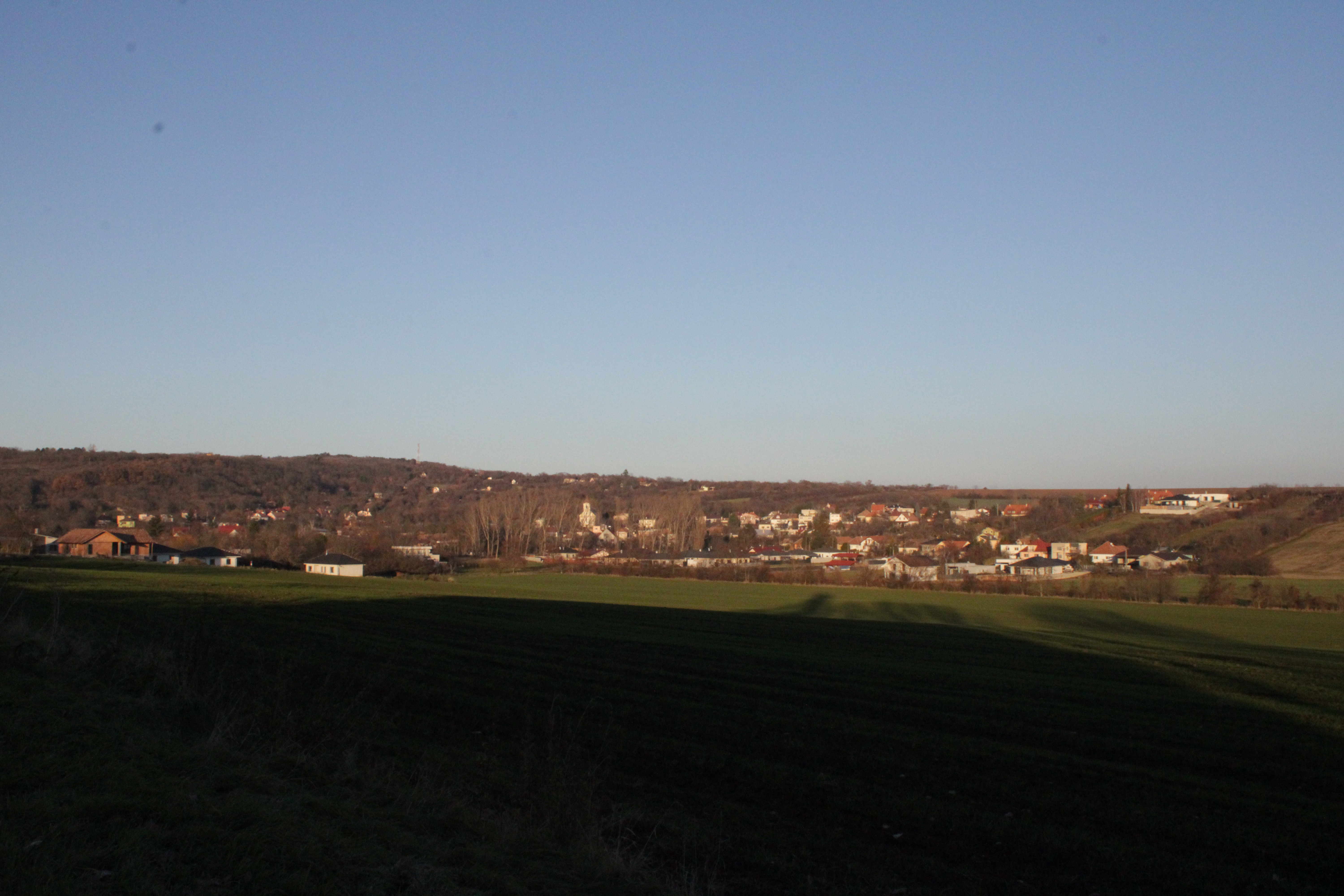
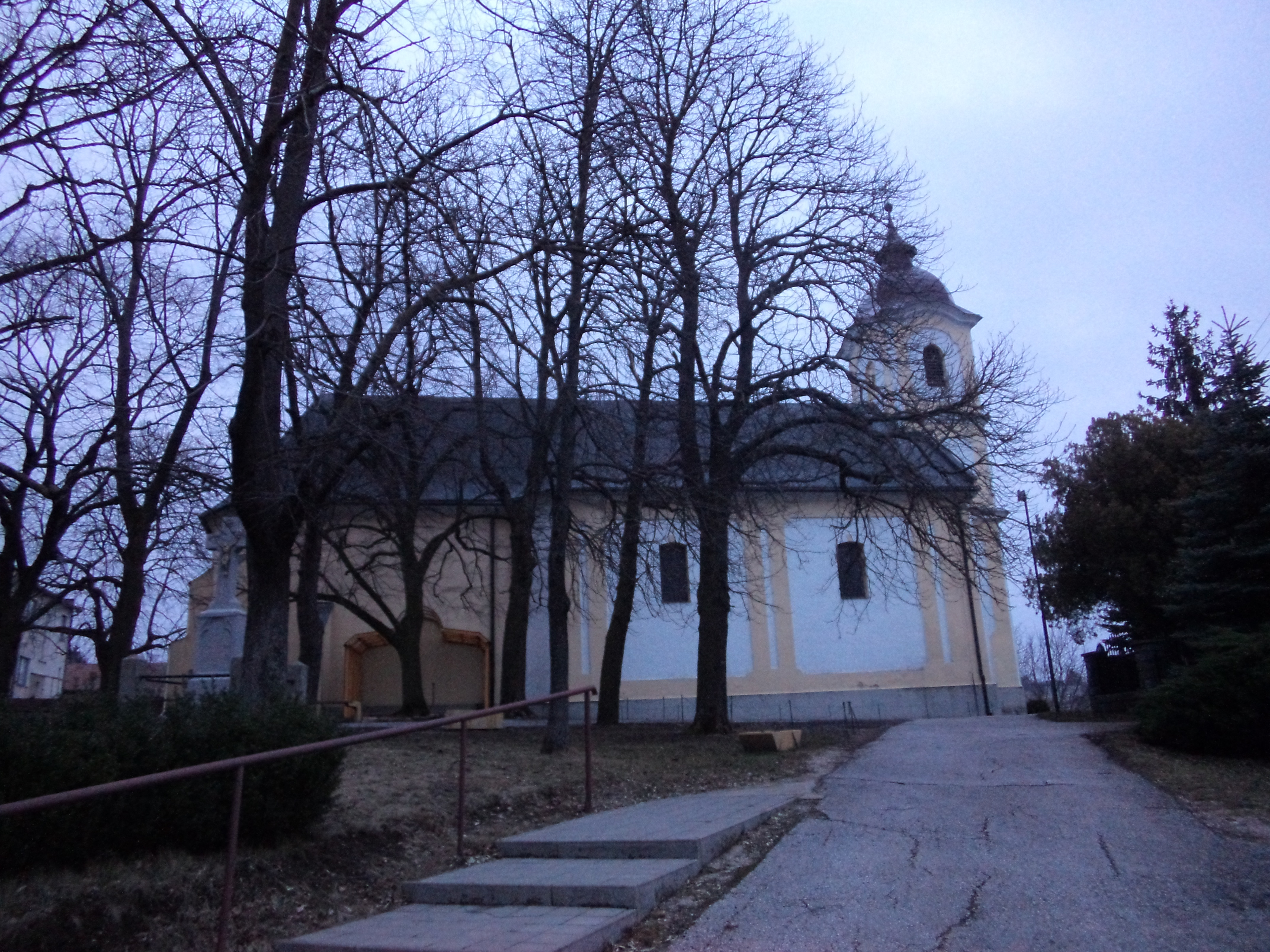
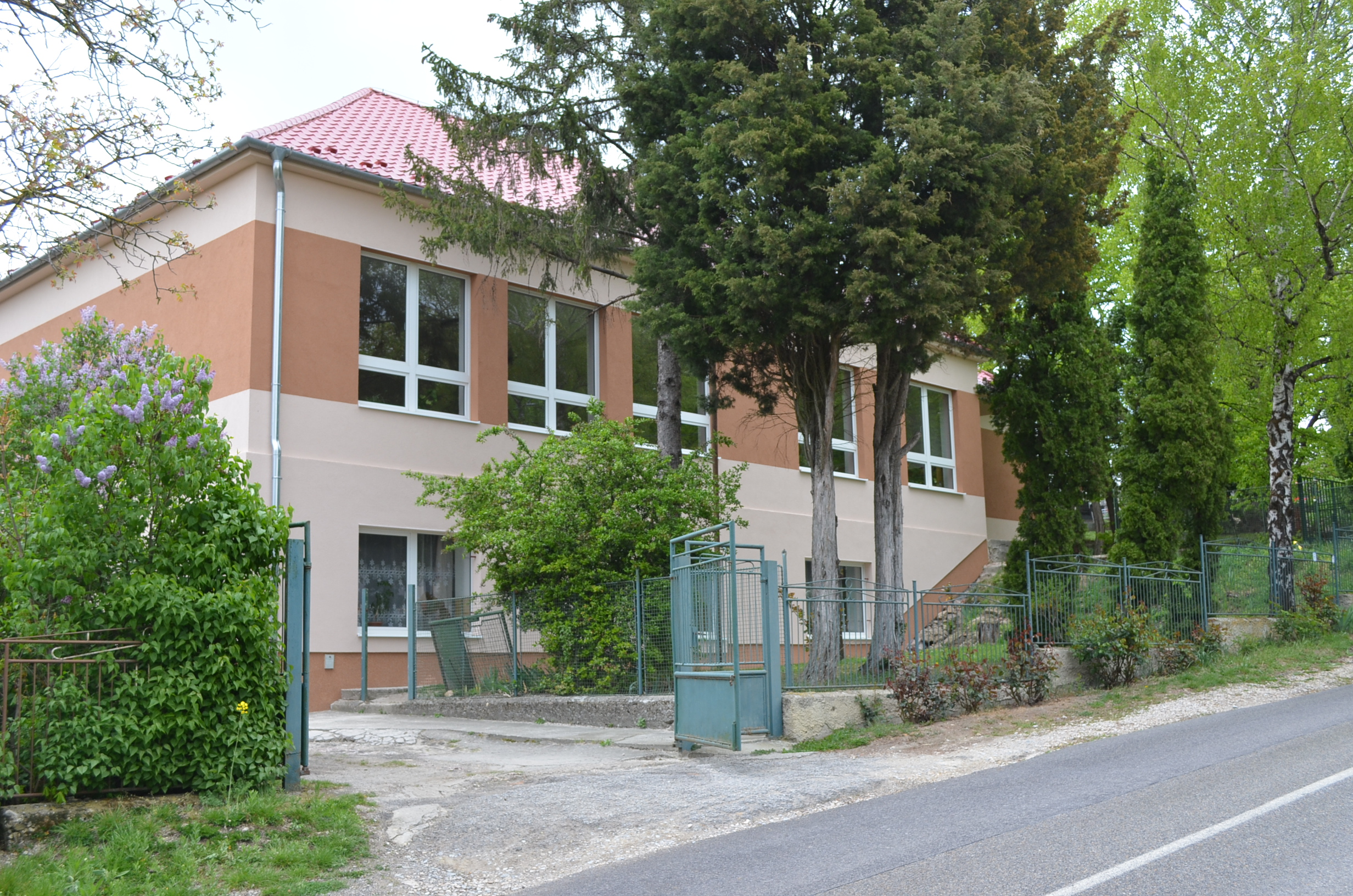
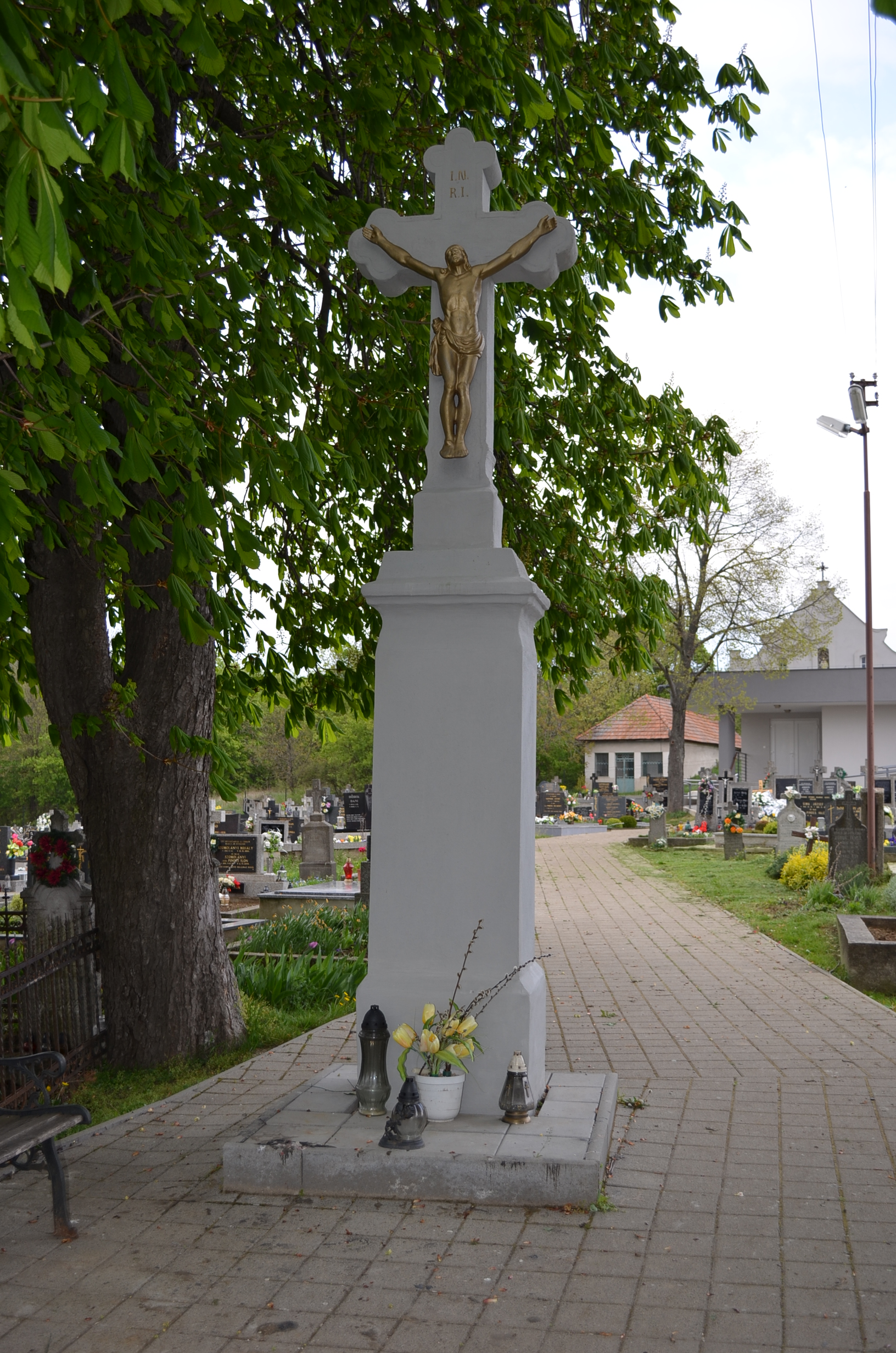
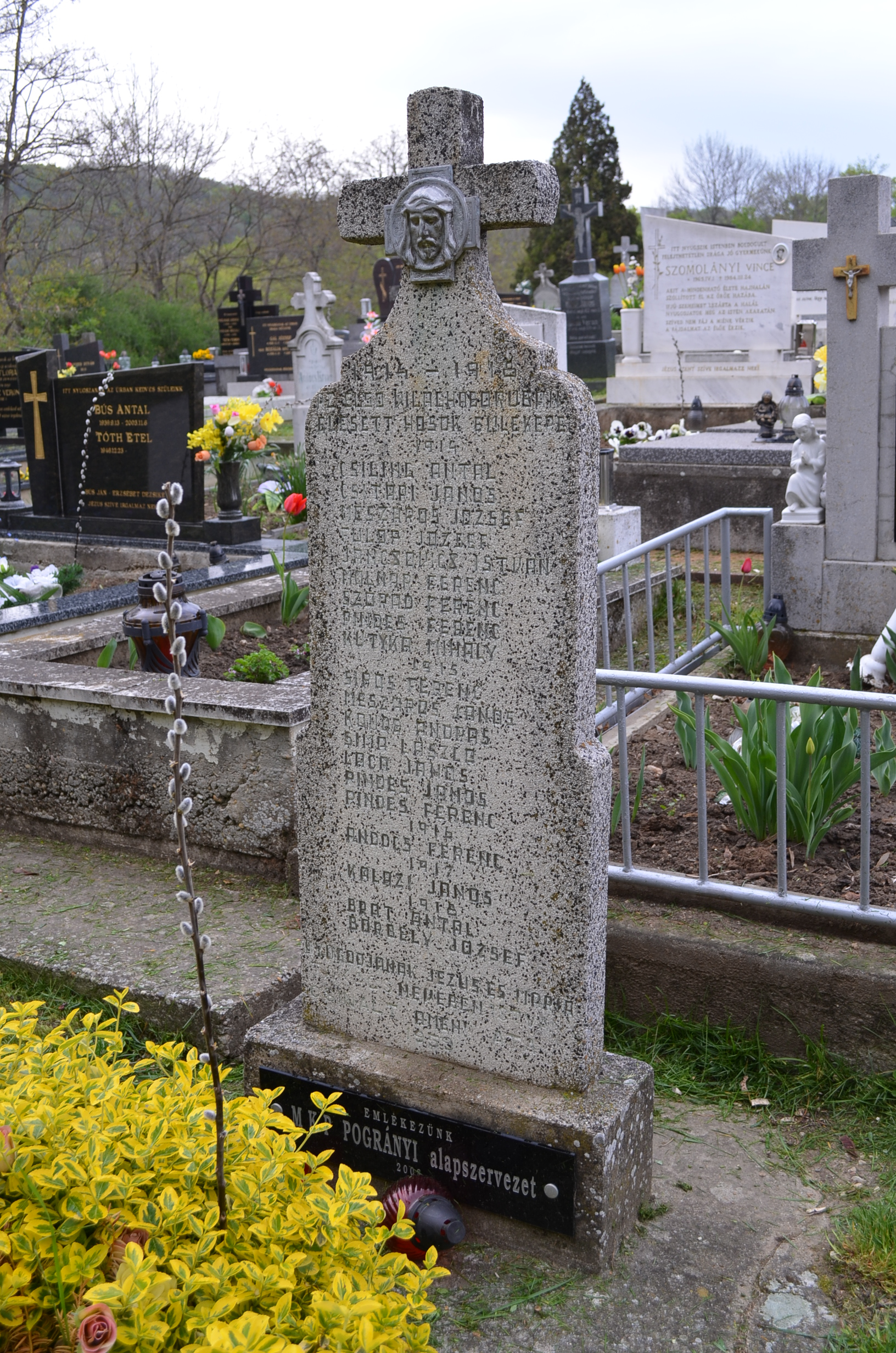
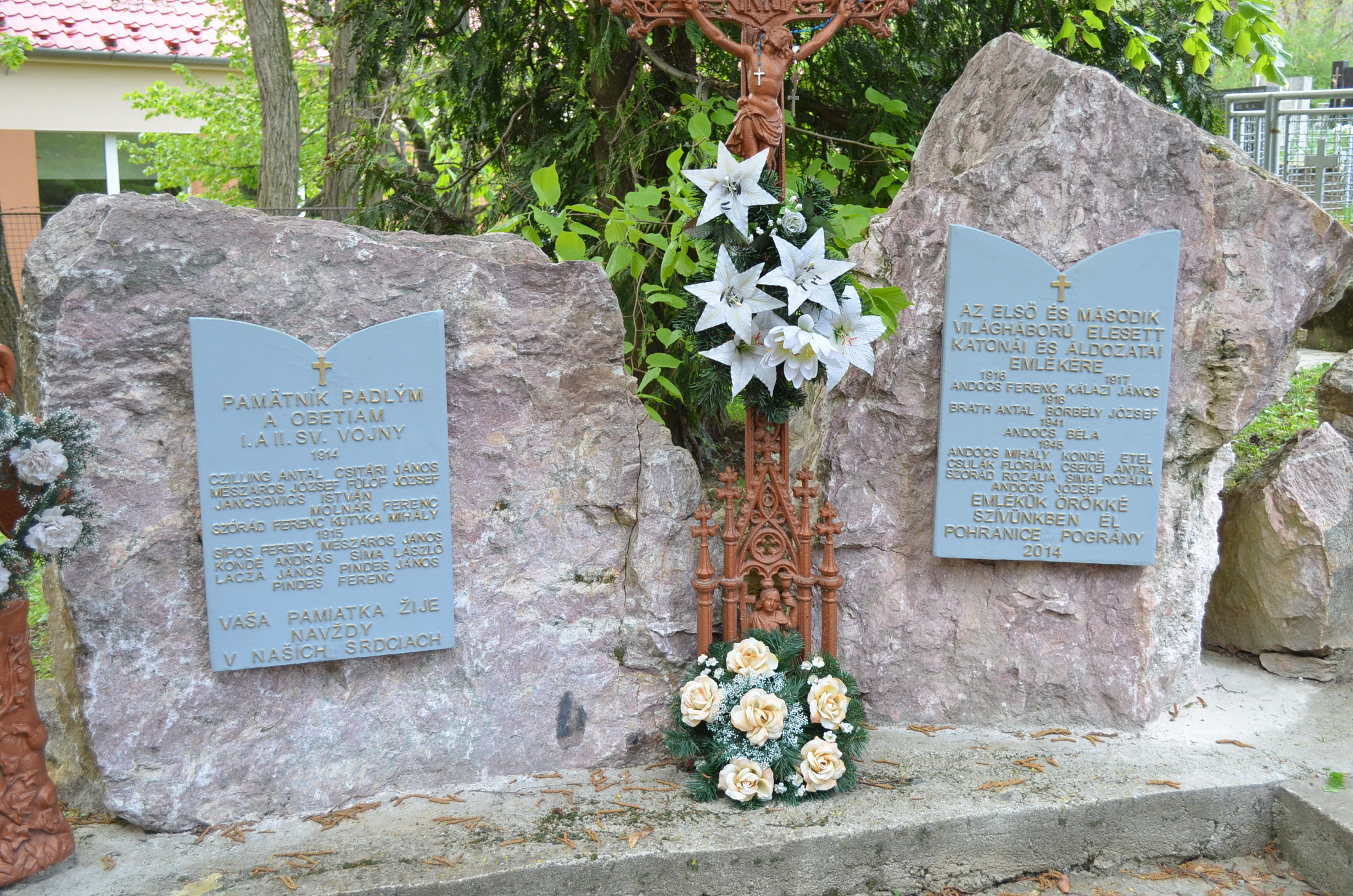
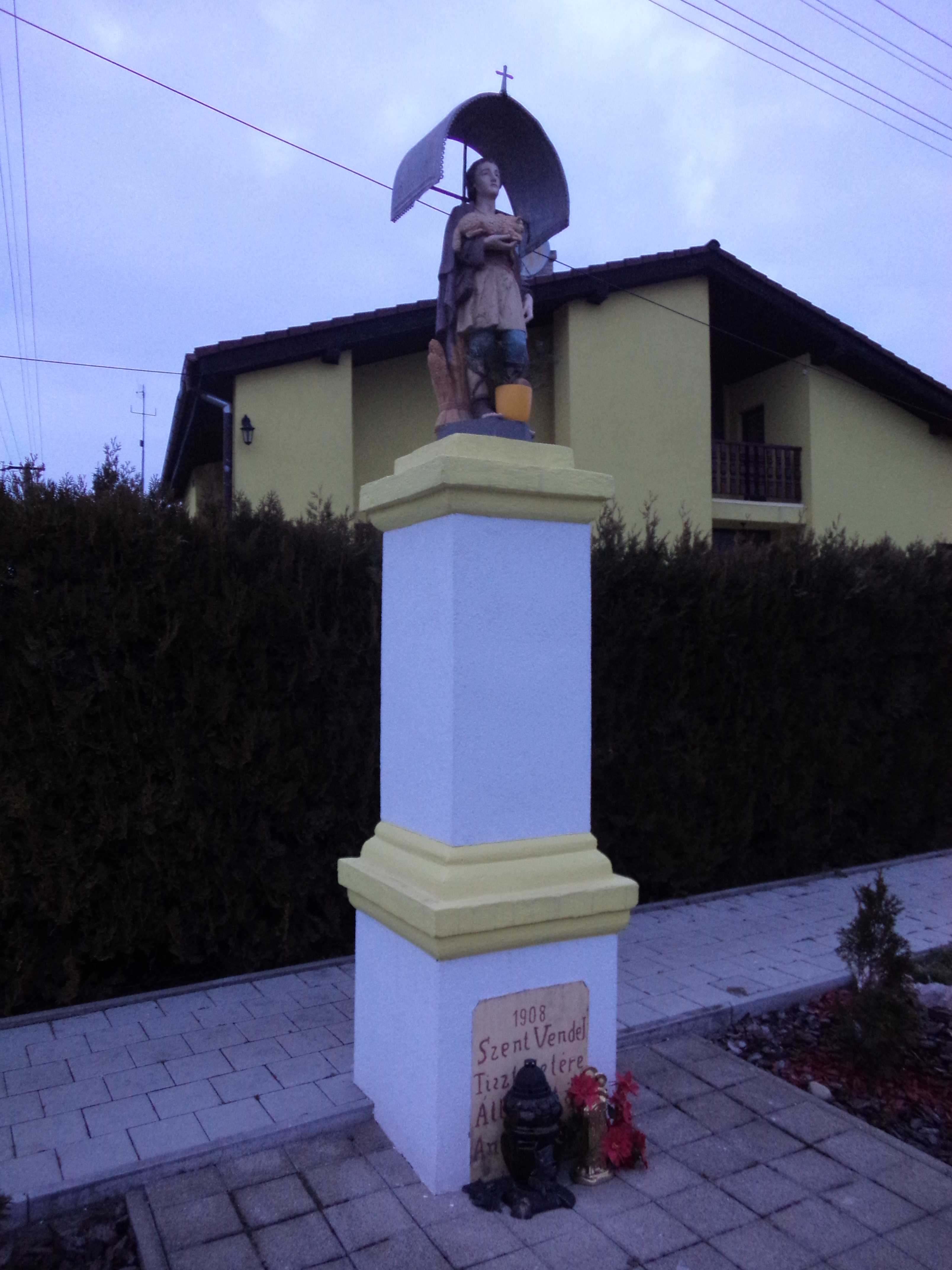
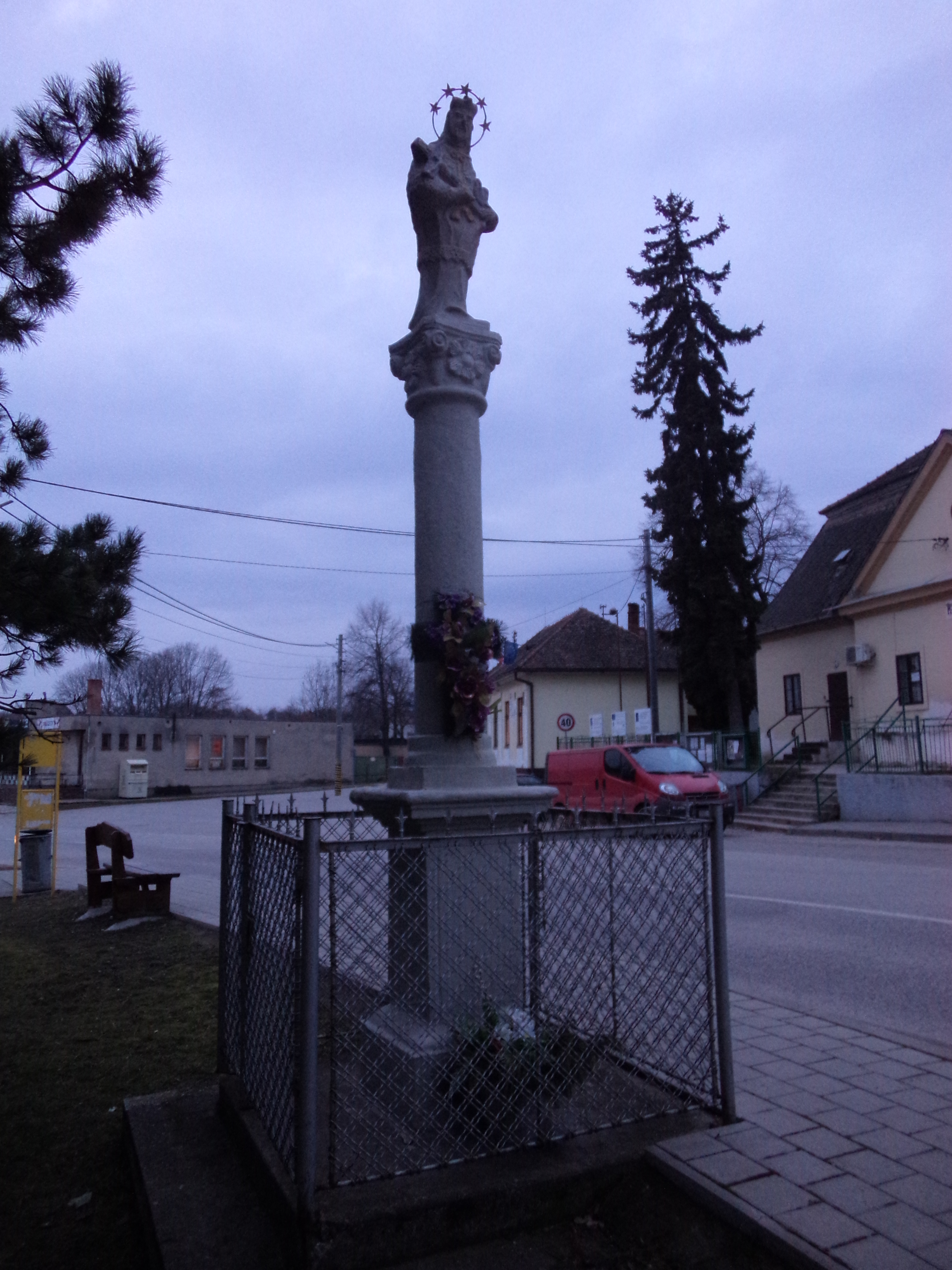
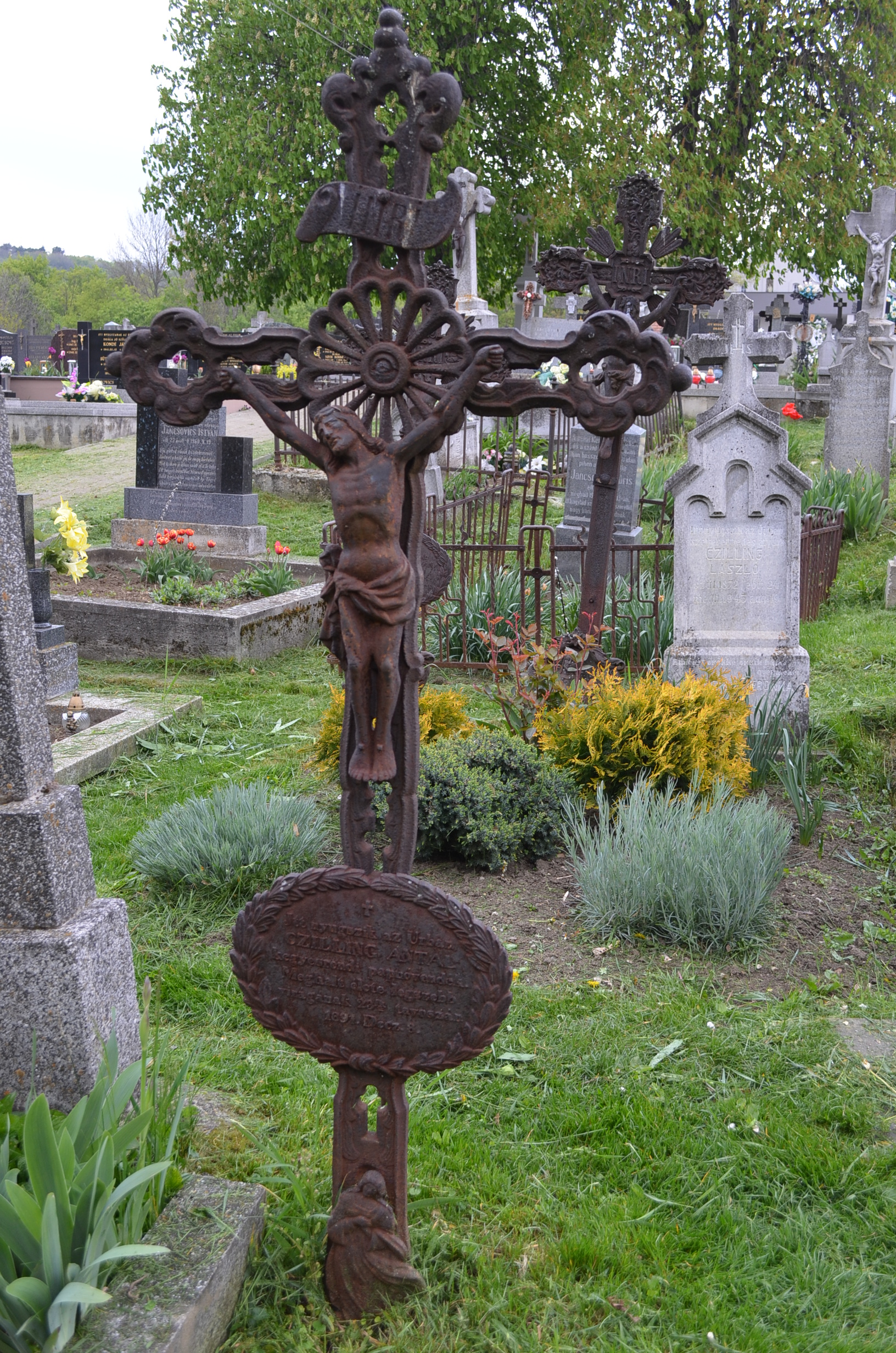
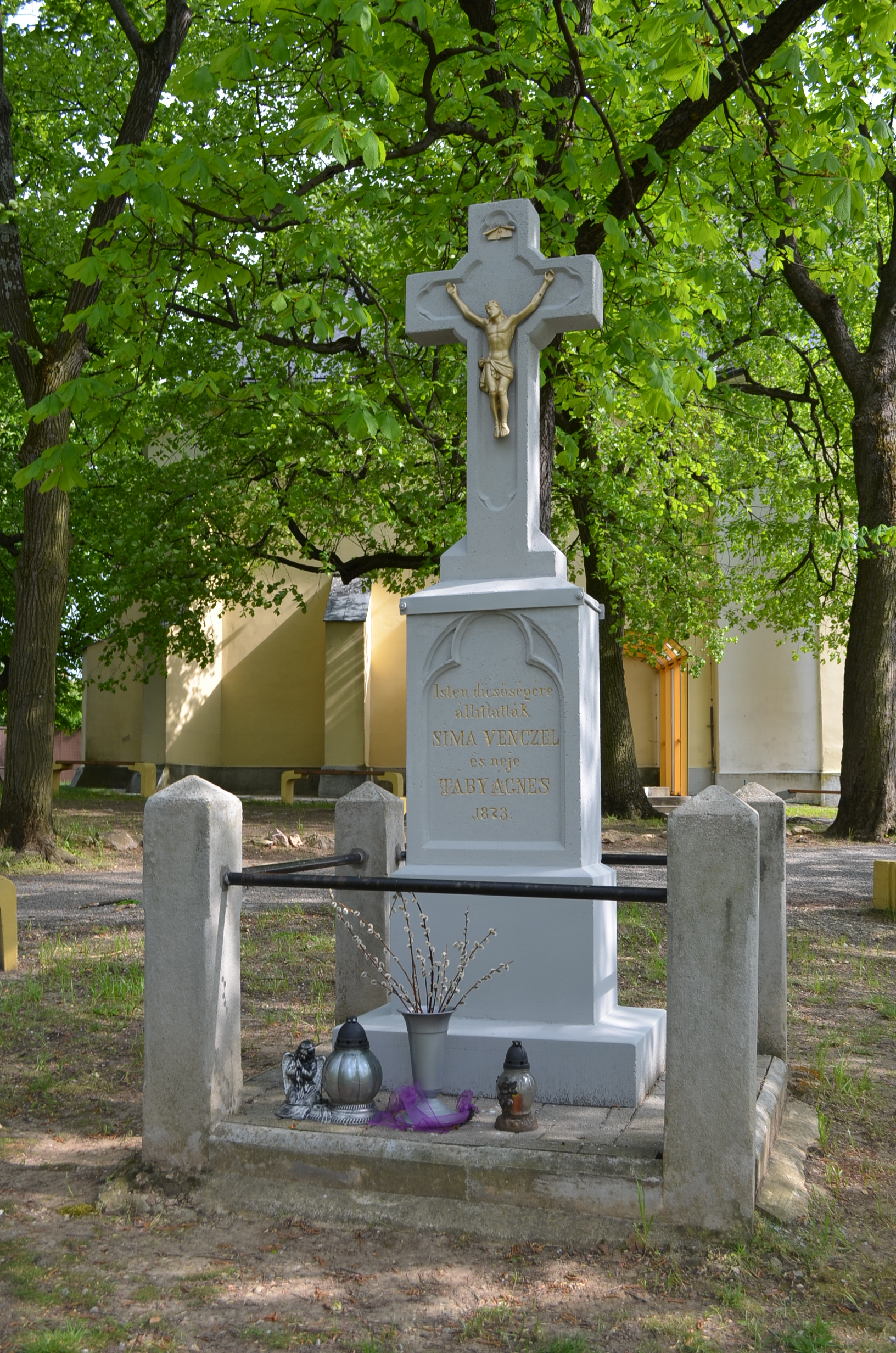
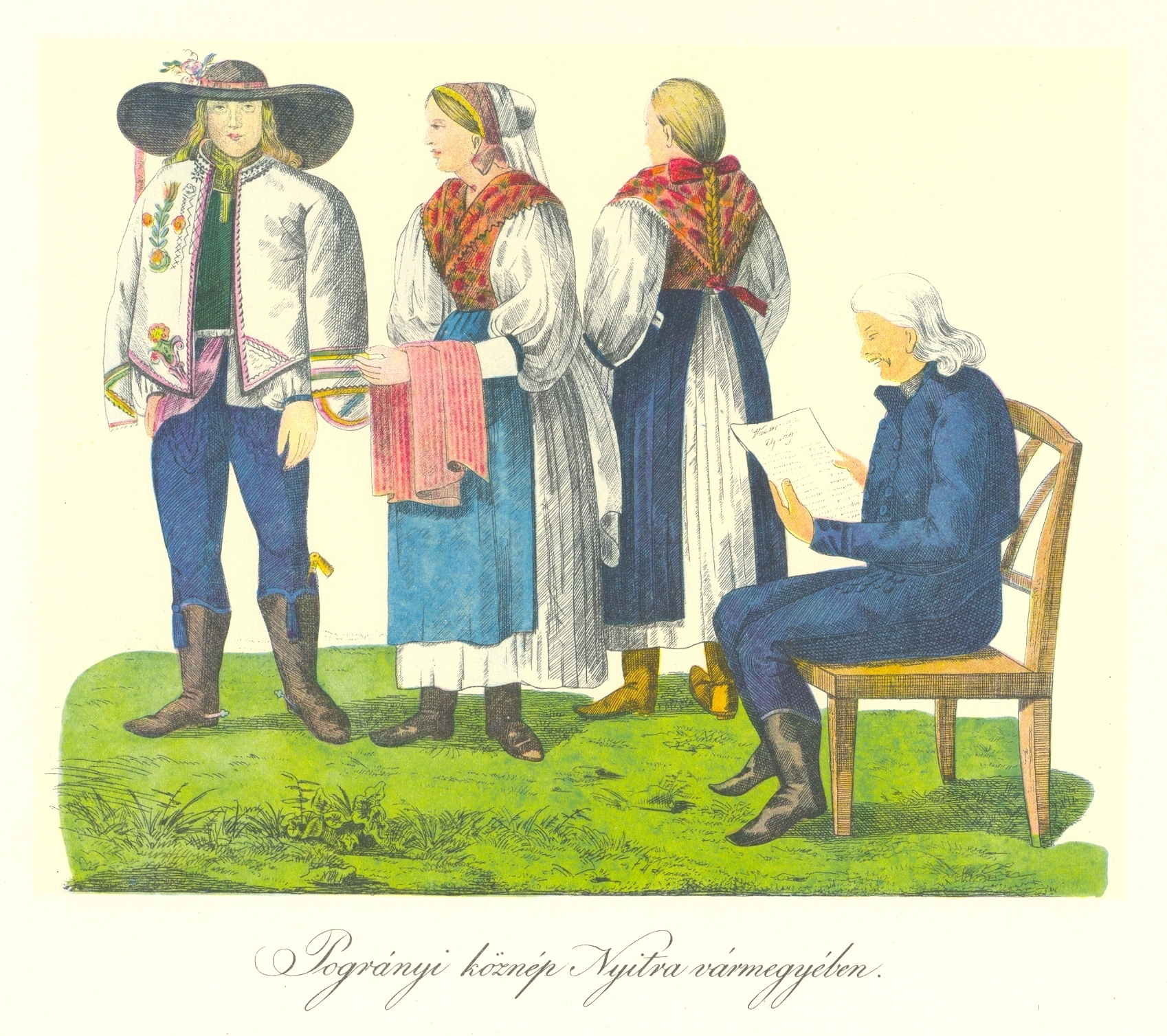
Egykori pogrányi népviselet
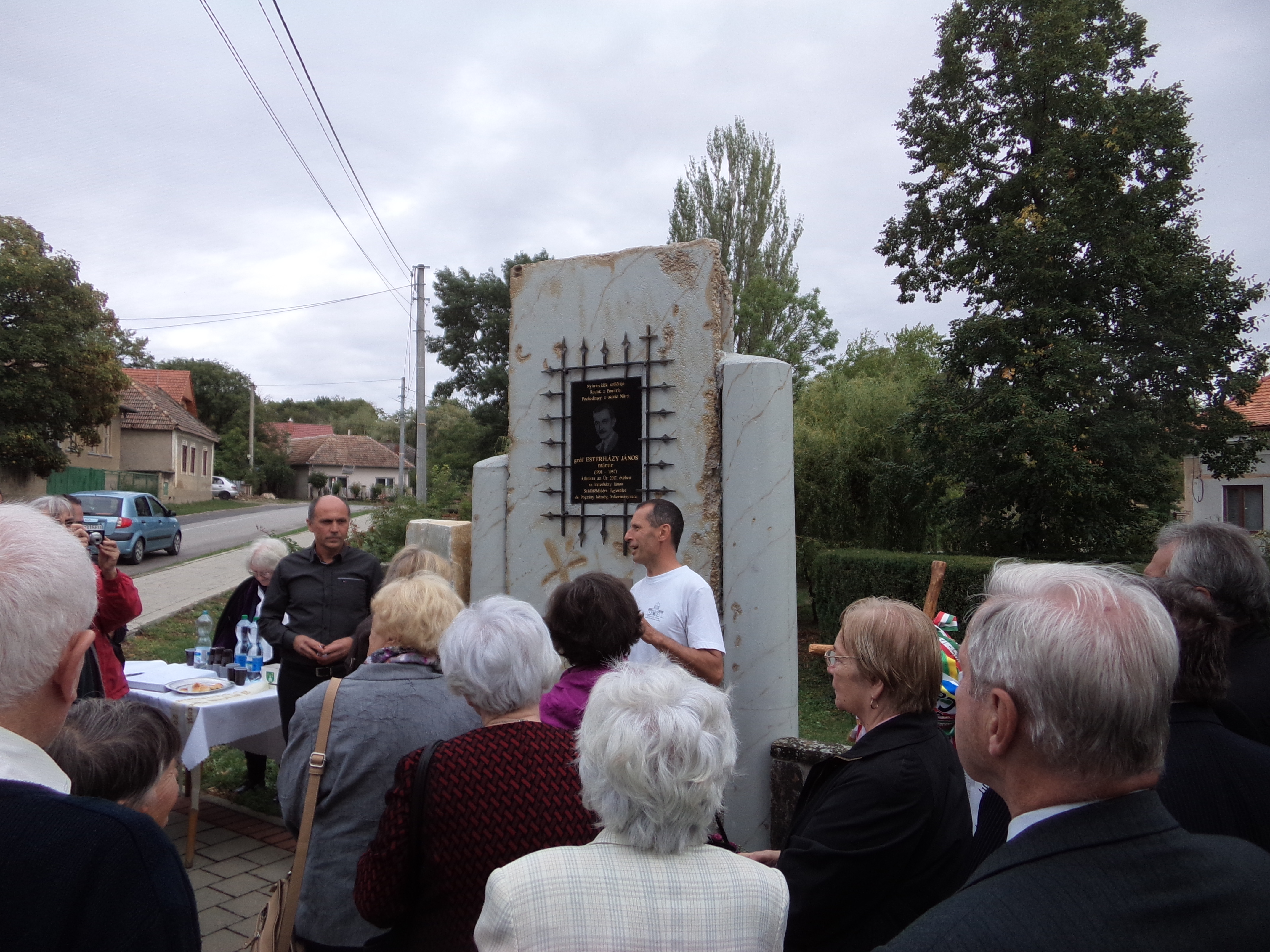
Esterházy emléktábla

- Római katolikus temploma a 14. században épült román-gótikus stílusban, 1723-ban barokk stílusban építették át. Falfestményei az 1940-es években készültek.
- Barokk-klasszicista kúriája a 18. század második felében épült.

## Néprajza
A falu viszonyainak leírásával már korán Drnovszky Ferenc plébános foglalkozott (1837). Népviseletét valószínűleg Vidéky Károly örökítette meg.
Itt gyűjtötte Vikár Béla 1902-ben a Magos a rutafa kezdetű magyar népdal első változatát. Ernyey József 1911-ben itt is fényképfelvételeket készített a falu életéről, amelyek a Néprajzi Múzeum gyűjteményében találhatóak.

## Nevezetes személyek
- Pogrányi Benedek (Beňadik Pohranický) török kori vitéz, a mai Szlovákia területén kiadott első röplapújság (Zwo wahrahaffte neue Zeitungge, 1593) írója
- Palkovics János (Ján Palkovič) pogrányi pap, a Pográny történetéről írt kézirat szerzője (Notitia Historica Pográny Possessionis, 1824)
- Drnovszky Ferenc (František Drnovský) pogrányi pap, a faluról elsőként megjelent honismereti leírás szerzője (Pográny és vidéke Nyitra vármegyében, in: Regélő 1837)
- Pogrányi József (Jozef Pohranický) köztisztviselő, publicista, író, a komáromi Jókai Egyesület elnöke
- Ľubomír Smrčok (született Mészáros László, 1919. április 13., Pográny), színész, rendező, író és publicista. 1925–1929 között a pogrányi népiskolát látogatta, később azonban Nyitrára költözött. Szlovák vándorszínházakban lépett fel, majd színházi rendezőként tevékenykedett Nyitrán és Pozsonyban. A főiskolán és az állami konzervatóriumban is adott elő. 1961-1970 között a Film a divadlo főszerkesztője. Több könyv szerzője vagy szerkesztője. 1970. augusztus 1-jén hunyt el Pozsonyban.
- Egeri pusztán született 1791-ben Jánoky Károly római katolikus plébános.
- Egeri pusztán született 1877-ben Jánoky-Madocsányi Gyula Nyitra vármegye főispánja, országgyűlési képviselő.
- Itt tanított Hevessy Sári tanítónő, költő, pedagógiai szakíró, főiskolai oktató.
- Itt tanított Dunajszky Géza tanár, karnagy, közíró.
- Itt szolgált Drnovszky Ferenc katolikus pap.
- Itt szolgált Karsay Imre plébános.

## Iskola
- Magyar tannyelvű általános iskolájának a 2005/2006-os tanévben 70 tanulója volt.

## Testvértelepülés
- Felsőörs, Magyarország
- Tápióság, Magyarország (2007 óta)